# Brandi Love
Pour les articles homonymes, voir Love.
Brandi Love, née le 29 mars 1973, est une actrice pornographique et mannequin américaine.

## Biographie
Tracey Lynn Livermore, d'ascendance anglaise et allemande, est née le 29 mars 1973 à Dearborn, Michigan, États-Unis,. Elle grandit à Dearborn, Michigan dans la tradition presbytérienne et fréquente l'Université de Central Michigan en vue de l’obtention d’un diplôme en communication qu’elle n’a jamais validé. Elle est la dernière petite-fille vivante du trader Jesse Livermore.
Tracey commence la danse à l'âge de trois ans et le patinage à quatre. Sportive mesurant 170 centimètres, elle joue au tennis et au football et pratique le fitness.
Elle défend des positions conservatrices et est proche du Parti républicain. Sa participation en tant qu’invitée VIP à un rassemblement d'étudiants conservateurs à l'été 2021 est cependant annulée à la suite d'une controverse.

### Vie personnelle
Love est mariée à l'acteur pornographique Chris Potoski, qui était également étudiant à l’Université de Central Michigan. Le couple est parent d’une fille. La famille réside à Raleigh, Caroline du Nord.

## Carrière
Livermore commence par créer sa propre marque de cave à vin, prospecte et vend pour Harley Davidson, Après que son mari eut été victime d’une alerte cardiaque due au stress et suivant le conseil du médecin, tous deux décident de se diriger vers la pornographie d’autant que, de l’aveu de Livermore elle-même, celle-ci « avait toujours été exhibitionniste »>.
Livermore met en ligne BrandiLove.com , son propre site Internet en juin 2004. Parallèlement, elle abandonne son nom de famille pour celui de Brandi Love. Le couple commence à produire des vidéos pornographiques tournées dans leur appartement en 2007. Love est âgée de 34 ans. En 2008, l’actrice commence à travailler pour différents studios de Los Angeles. Tout au long de sa carrière en films pornographiques, elle est connue pour ses rôles de MILF et de « Hot Wife ».
En 2006, Love collabore avec Gail Harris de chez Falcon Foto pour former Naked Rhino Media, une société multimédia en création de sites pornographiques pour  présenter des contenus spécifiques exclusifs. En 2008, Love inaugure  le livre Getting Wild Sex from Your Conservative Woman qu’elle a écrit en collaboration avec Michelle Thompson,
À partir de 2011, Love commence à interpréter des vidéos destinées aux adultes et produites par des studios spécialisés : l’actrice travaille pour Brazzers, Girlfriends Films, Hustler Video, Tom Byron Pictures, and Wicked Pictures. Son nom figure au générique de The War on Porn, la Saison 6 de Penn & Teller: Bullshit!. En 2013, Kelly Madison Media annonce qu’ils développent un site Internet pour Love et qu’ils prennent des parts dans cette nouvelle entité de diffusion.

## Distinctions
Récompenses
- 2013 NightMoves Award - Best Cougar/MILF Performer[15]
- XBIZ Awards 2018[16] :
  - Performeuse MILF de l'année (MILF Performer of the Year)
  - Meilleure actrice dans un film lesbien (Best Actress - All-Girl Release) pour The Candidate (Sweetheart Video/Mile High)

Nominations
- 2013 AVN Award - MILF/Cougar Performer of the Year[17]
- 2013 AVN award - Most Outrageous Sex Scene - Big Titty MILFs  (avec Kelly Madison)
- 2013 NightMoves Award - Best Ass
- 2013 XBIZ Award - Web Star of the Year

## Filmographie sélective
- 2007 : Succubus
- 2009 : My First Sex Teacher 17
- 2009 : Seduced by a Cougar 12
- 2011 : Lesbian Sex 1
- 2011 : Lesbian Triangles 22
- 2012 : Road Queen 23
- 2012 : Mother-Daughter Exchange Club 22
- 2012 : Mother-Daughter Exchange Club 24
- 2012 : Mother-Daughter Exchange Club 25
- 2012 : Lesbian Seductions: Older/Younger 39
- 2013 : Lesbian Seductions: Older/Younger 44
- 2013 : Women Seeking Women 93
- 2014 : Women Seeking Women 107
- 2014 : Lesbian Sex 11
- 2015 : Brandi's Girls
- 2015 : Mother Daughter Spa Day
- 2016 : Lesbian Seductions - Older/Younger 53
- 2016 : Lesbian Adventures: Older Women, Younger Girls 10
- 2017 : Seduced By A Cougar
- 2017 : Girls Kissing Girls 21
- 2017 : Lesbian Adventures: Strap-On Specialists 11
- 2018 : Brandi Loves Milfs
- 2018 : Lesbian Babysitters 15
- 2019 : Girls Kissing Girls 23

Source:« Brandi Love ».